# Konzertchor LGV Nürnberg
Der Konzertchor LGV Nürnberg wurde 1878 als Lehrergesangverein Nürnberg  von Nürnberger Lehrern gegründet. Von einst über 70 Lehrergesangvereinen um 1925 konzertiert der LGV Nürnberg als einziger ohne Unterbrechung in künstlerischer und organisatorischer Selbstständigkeit bis heute mit derzeit mehr als 100 Sängerinnen und Sängern.
In seinem Namen dokumentiert sich seine Herkunft aus den Kreisen der Nürnberger Volksschullehrer. Der Chor hat sich seit langem allen Berufsgruppen geöffnet; die Zahl der Lehrer ist heute sehr gering. Der Konzertchor LGV Nürnberg bietet jährlich drei Abonnementkonzerte gemeinsam mit den Nürnberger Symphonikern an, zwei davon in der Meistersingerhalle Nürnberg und ein sakrales Werk in der Stadtkirche St. Ludwig Nürnberg.

## Künstlerische Ausrichtung

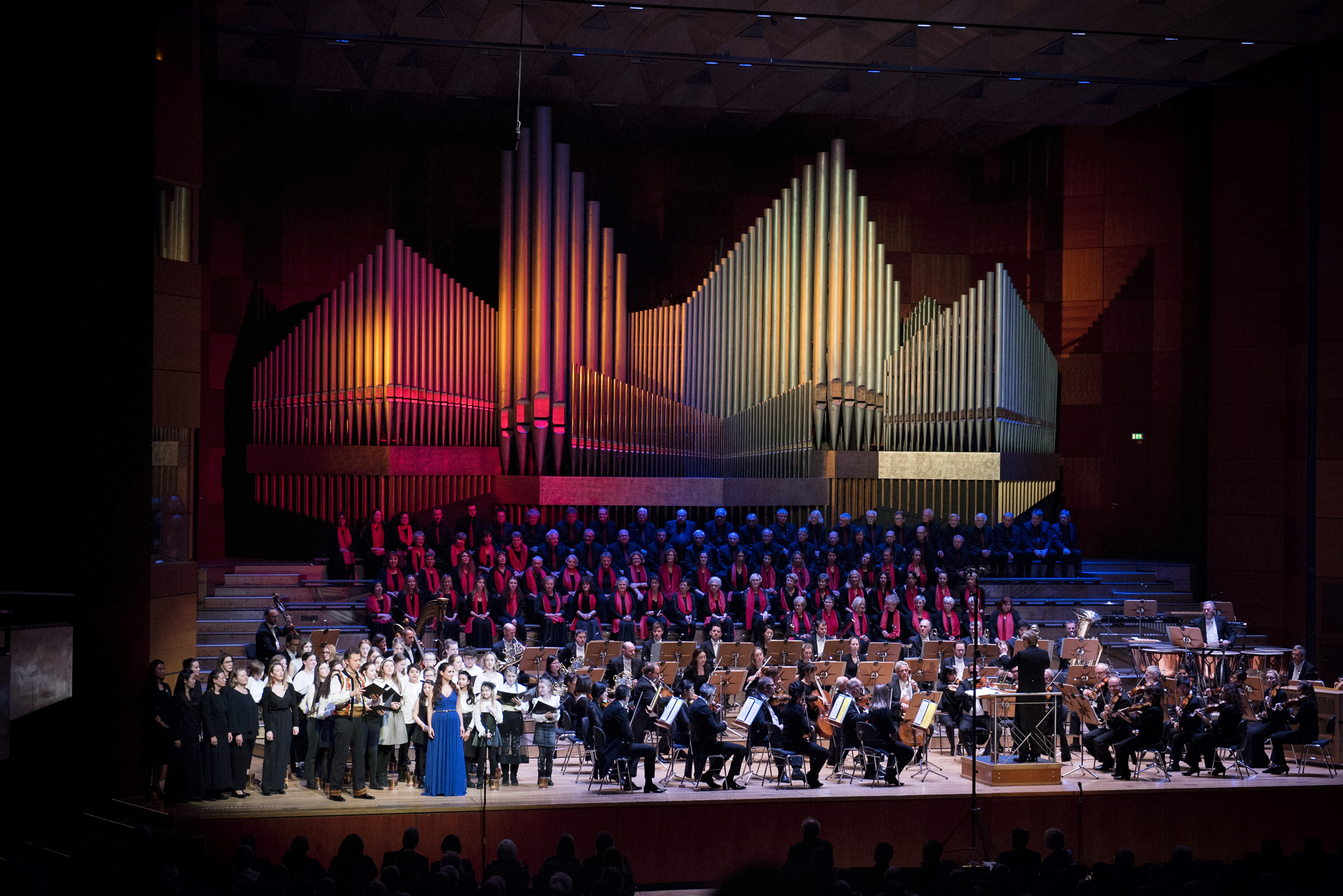
Konzertchor LGV Nürnberg und die Nürnberger Symphoniker mit Orffs „Carmina Burana“ am 29. Dez. 2019 in der Meistersingerhalle Nürnberg

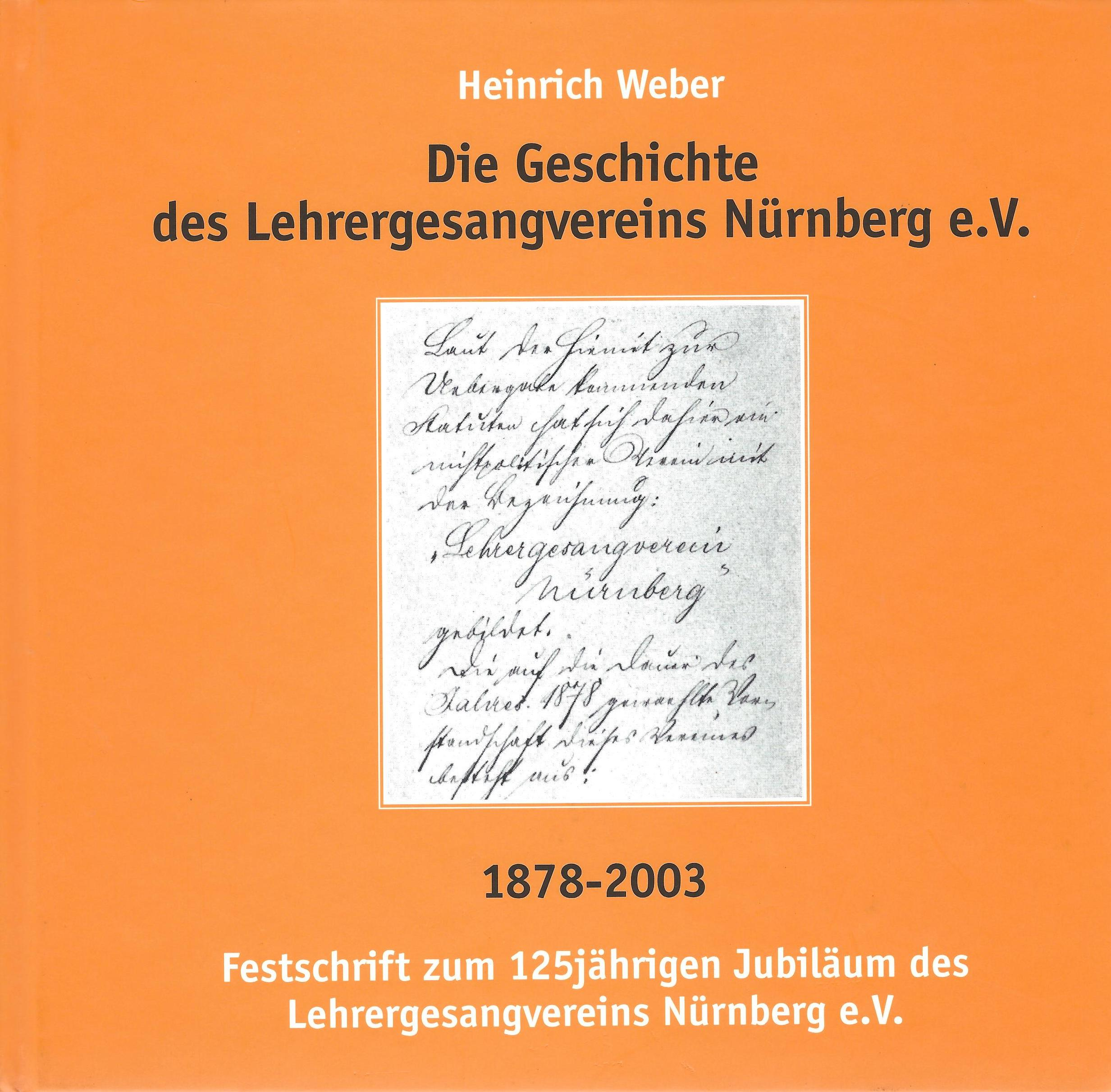
Heinrich Weber, Die Geschichte des Lehrergesangvereins Nürnberg e.V. – Festschrift zum 125-jährigen Jubiläum des Lehrergesangvereins Nürnberg. Nürnberg 2003

Um sich der künstlerischen Vielfalt zu öffnen, hat sich der Chor zur Tradition gemacht, jedes Jahr ein Konzert von einem Gastdirigenten leiten zu lassen. Darunter waren Michael Hofstetter (Stuttgart), Gerd Müller-Lorenz (Hannover), Srboljub Dinić (Bern), Detlef Klemm (Berlin), Antony Hermus (Dessau), Thomas Kalb (Heidelberg), Jac van Steen (Nürnberg), Marco-Maria Canonica (Heidenheim).
Der Konzertchor LGV Nürnberg war und ist an Kooperationskonzerten mit dem Staatstheater Nürnberg (Berlioz: Große Totenmesse; Mahler: Sinfonie Nr. 8, die „Symphonie der Tausend“) sowie den Nürnberger Symphonikern (Mahler: Das klagende Lied) beteiligt.
Zum Repertoire des Konzertchores gehören alle großen Kompositionen der Chorliteratur (Oratorien, Messen, Kantaten, Passionen), sowie Werke moderner Komponisten, Uraufführungen und Wiederentdeckungen. Im Europäischen Jahr der Musik 1985 sang der Chor als Uraufführung die „Cantos sinfonicos“ von Horst Lohse in der spanischen Originalsprache und 1994 die Uraufführung, „Der junge Schmuel“ von Klaus Hashagen. Beide Konzerte wurden vom Bayerischen Rundfunk mitgeschnitten und gesendet.
Der Chor gastierte in Wiesbaden, Stuttgart, Regensburg, Dresden, Ingolstadt, Bayreuth, aber auch im europäischen Ausland, so in Italien (Bach „Matthäus Passion“ in Ravenna, Padua, Arezzo und Verona 1966), Österreich (Beethoven „Missa solemnis“ in Mödling/Wien 1975 sowie 1979 und Schubert „Es Dur Messe“ in Kooperation mit NowaCanto in Garsten/Steyr 2016), der Schweiz (Orff „Carmina Burana“ in Schaffhausen 1980), in Griechenland (Orff „Carmina Burana“ in Kavala 2001), Tschechien (Beethoven „Neunte Symphonie“ 2008, Mozart „Requiem“ 2009 und Haydn „Schöpfung“ 2010 in Marienbad), Nordzypern (Orff „Carmina Burana“ 2009, „Opernkonzert“ mit dem Orchester der Staatsoper Antalya in Girne 2011 und Beethoven „Neunte Symphonie“ sowie Gershwin „Porgy und Bess“ mit dem  Akademischen Orchester Zürich im antiken Amphitheater von Salamis 2017), Frankreich (Mendelssohn „Elias“ in Nizza 2014) und der Ukraine (Verdi „Requiem“ in Lemberg mit der Lemberger Philharmonie 2018).
Seit 2015 ist Tarmo Vaask, Chordirektor mit Dirigierverpflichtung am Staatstheater Nürnberg, Künstlerischer Leiter beim Konzertchor LGV Nürnberg.
Der  Konzertchor LGV Nürnberg ist Mitglied im Verband Deutscher Konzertchöre (VDKC) und der einzige Konzertchor Nürnbergs, der auch einen Jugendchor unterhält. Der Nürnberger Jugendchor des LGV bestreitet eigene Konzerte und ist engagiert bei Produktionen des Staatstheaters Nürnberg und bei Projekten mit den Nürnberger Symphonikern.